# Veikko Lavonen
Veikko „Veka” Tapani Lavonen (ur. 1 stycznia 1945 w Keuruu) – fiński zapaśnik walczący w stylu klasycznym. Olimpijczyk z Monachium 1972, gdzie odpadł w eliminacjach w kategorii 68 kg.
Szósty na mistrzostwach świata w 1974. Piąty na mistrzostwach Europy w 1972. Czterokrotny medalista mistrzostw nordyckich w latach 1968 – 1976 roku.